# Finlandia na Zimowych Igrzyskach Olimpijskich 1956
Finlandię na Zimowych Igrzyskach Olimpijskich 1956 reprezentowało 31 zawodników: 27 mężczyzn i cztery kobiety. Był to siódmy start reprezentacji Finlandii na zimowych igrzyskach olimpijskich.

## Zdobyte medale
| Medal  | Zawodnik                                                         | Dyscyplina          | Konkurencja                 | Rezultat    |
| ------ | ---------------------------------------------------------------- | ------------------- | --------------------------- | ----------- |
| Złoto  | Veikko Hakulinen                                                 | Biegi narciarskie   | Bieg na 30 km mężczyzn      | 1:44:06,0 h |
| Złoto  | Sirkka Polkunen, Mirja Hietamies, Siiri Rantanen                 | Biegi narciarskie   | Sztafeta 3 × 5 km kobiet    | 1:09:01,0 h |
| Złoto  | Antti Hyvärinen                                                  | Skoki narciarskie   | indywidualnie               | 227,0 pkt   |
| Srebro | Veikko Hakulinen                                                 | Biegi narciarskie   | Bieg na 50 km mężczyzn      | 2:51:45,0 h |
| Srebro | August Kiuru, Jorma Kortelainen, Arvo Viitanen, Veikko Hakulinen | Biegi narciarskie   | Sztafeta 4 × 10 km mężczyzn | 2:16:31,0 h |
| Srebro | Aulis Kallakorpi                                                 | Skoki narciarskie   | indywidualnie               | 225,0 pkt   |
| Brąz   | Toivo Salonen                                                    | Łyżwiarstwo szybkie | Bieg na 1500 m mężczyzn     | 2:09,4 min  |

## Skład kadry

### Biegi narciarskie
Mężczyźni
| Zawodnik                                                      | Konkurencja        | czas      | Pozycja |
| ------------------------------------------------------------- | ------------------ | --------- | ------- |
| Veikko Hakulinen                                              | Bieg na 15 km      | 50:31,0   | 4.      |
| Arvo Viitanen                                                 | Bieg na 15 km      | 51:10,0   | 9.      |
| Veikko Räsänen                                                | Bieg na 15 km      | 52:35,0   | 14.     |
| Arto Tiainen                                                  | Bieg na 15 km      | 54:11,0   | 26.     |
| Veikko Hakulinen                                              | Bieg na 30 km      | 1:44:06,0 | złoto   |
| Olavi Latsa                                                   | Bieg na 30 km      | 1:47:30,0 | 9.      |
| Kalevi Hämäläinen                                             | Bieg na 30 km      | 1:51:38,0 | 20.     |
| August Kiuru                                                  | Bieg na 30 km      | 1:51:56,0 | 21.     |
| Veikko Hakulinen                                              | Bieg na 50 km      | 2:51:45,0 | srebro  |
| Eero Kolehmainen                                              | Bieg na 50 km      | 2:56:17,0 | 4.      |
| Antti Sivonen                                                 | Bieg na 50 km      | 3:04:16,0 | 8.      |
| Veini Kontinen                                                | Bieg na 50 km      | 3:06:15,0 | 9.      |
| August Kiuru Jorma Kortelainen Arvo Viitanen Veikko Hakulinen | Sztafeta 4 × 10 km | 2:16:31,0 | srebro  |

Kobiety
| Zawodnik                                       | Konkurencja       | czas      | Pozycja |
| ---------------------------------------------- | ----------------- | --------- | ------- |
| Siiri Rantanen                                 | Bieg na 10 km     | 39:40,0   | 5.      |
| Mirja Hietamies                                | Bieg na 10 km     | 40:18,0   | 6.      |
| Sirkka Polkunen                                | Bieg na 10 km     | 40:25,0   | 8.      |
| Sanna Kiero                                    | Bieg na 10 km     | 40:52,0   | 12.     |
| Sirkka Polkunen Mirja Hietamies Siiri Rantanen | Sztafeta 3 × 5 km | 1;09:01,0 | złoto   |

### Kombinacja norweska
Mężczyźni
| Zawodnik       | Konkurencja   | Bieg narciarski | Bieg narciarski | Bieg narciarski | Skoki narciarskie | Skoki narciarskie | Skoki narciarskie | Skoki narciarskie | Skoki narciarskie | Łącznie | Pozycja |
| Zawodnik       | Konkurencja   | Czas biegu      | Pozycja         | Punkty          | Skok 1            | Skok 2            | Skok 3            | Punkty            | Pozycja           | Łącznie | Pozycja |
| -------------- | ------------- | --------------- | --------------- | --------------- | ----------------- | ----------------- | ----------------- | ----------------- | ----------------- | ------- | ------- |
| Paavo Korhonen | Indywidualnie | 56:32,0         | 2.              | 239,097         | 65,5              | 67,0              | 69,5              | 196,5             | 17.               | 435,597 | 4.      |
| Eeti Nieminen  | Indywidualnie | 1:00:20,0       | 14.             | 222,4           | 65,0              | 70,5              | 68,0              | 206,0             | 8.                | 430,4   | 9.      |
| Esko Jussila   | Indywidualnie | 1:02:38,0       | 27.             | 215,5           | 63,5              | 65,0              | 65,0              | 194,0             | 21.               | 409,5   | 25.     |

### Łyżwiarstwo figurowe
| Zawodnik     | Konkurencja | Nota   | Pozycja |
| ------------ | ----------- | ------ | ------- |
| Kalle Tuulos | Soliści     | 124,50 | 15.     |

### Łyżwiarstwo szybkie
Mężczyźni
| Zawodnik        | Konkurencja   | Konkurencja   | Konkurencja    | Konkurencja    | Konkurencja    | Konkurencja    | Konkurencja      | Konkurencja      |
| Zawodnik        | Bieg na 500 m | Bieg na 500 m | Bieg na 1500 m | Bieg na 1500 m | Bieg na 5000 m | Bieg na 5000 m | Bieg na 10 000 m | Bieg na 10 000 m |
| Zawodnik        | Czas          | Miejsce       | Czas           | Miejsce        | Czas           | Miejsce        | Czas             | Miejsce          |
| --------------- | ------------- | ------------- | -------------- | -------------- | -------------- | -------------- | ---------------- | ---------------- |
| Toivo Salonen   | 41,7          | 5.            | 2:09,4         | brąz           |                |                | 17:37,6          | 24.              |
| Matti Hamberg   | 42,2          | 9.            | 2:14,8         | 18.            | 8:28,1         | 32.            |                  |                  |
| Juhani Järvinen | 42,2          | 9.            | 2:09,7         | 4.             | 8:13,7         | 20.            | 17:05,9          | 12.              |
| Yrjö Uimonen    | 42,5          | 13.           |                |                |                |                |                  |                  |
| Leo Tynkkynen   |               |               | 2:16,2         | 26.            | 8:19,9         | 25.            |                  |                  |
| Kauko Salomaa   |               |               |                |                | 8:14,3         | 21.            | 17:19,0          | 17.              |

### Narciarstwo alpejskie
Mężczyźni
| Zawodnik        | Konkurencja     | Konkurencja     | Konkurencja   | Konkurencja   | Konkurencja         | Konkurencja              | Konkurencja              | Konkurencja              | Konkurencja | Konkurencja |
| Zawodnik        | Zjazd           | Zjazd           | Slalom gigant | Slalom gigant | Slalom specjalny    | Slalom specjalny         | Slalom specjalny         | Slalom specjalny         | Kombinacja  | Kombinacja  |
| Zawodnik        | Czas            | Pozycja         | Czas          | Pozycje       | Czas 1-go przejazdu | Czas 2-go przejazdu      | Czas łączny              | Pozycje                  | Punkty      | Pozycja     |
| --------------- | --------------- | --------------- | ------------- | ------------- | ------------------- | ------------------------ | ------------------------ | ------------------------ | ----------- | ----------- |
| Kalevi Häkkinen | 3:29,2          | 23.             | 3:36,9        | 43.           | 1:53,8              | 2:20,4                   | 4:19,1                   | 40.                      |             |             |
| Pentti Alonen   | Dyskwalifikacja | Dyskwalifikacja | 3:35,0        | 42.           | Dyskwalifikacja     | Nie ukończył konkurencji | Nie ukończył konkurencji | Nie ukończył konkurencji |             |             |

### Skoki narciarskie
Mężczyźni
| Skoczek            | Skok 1    | Skok 1 | Skok 2    | Skok 2 | Nota łącznie | Pozycja |
| Skoczek            | odległość | Nota   | odległość | Nota   | Nota łącznie | Pozycja |
| ------------------ | --------- | ------ | --------- | ------ | ------------ | ------- |
| Antti Hyvärinen    | 81,0      | 111,5  | 84,0      | 115,5  | 227,0        | złoto   |
| Aulis Kallakorpi   | 83,5      | 114,5  | 80,5      | 110,5  | 225,0        | srebro  |
| Eino Kirjonen      | 78,0      | 107,5  | 81,0      | 111,5  | 219,0        | 7.      |
| Hemmo Silvennoinen | 75,5      | 102,5  | 77,0      | 105,0  | 207,5        | 10.     |